# Bill Maher
(Bill Maher)
William Maher, detto Bill (ˈmɑɹ; New York, 20 gennaio 1956), è un comico, conduttore televisivo, autore televisivo, opinionista, scrittore e attore statunitense.

## Biografia
Prima di approdare al suo ruolo attuale come presentatore del programma Real Time with Bill Maher su HBO, Maher ha presentato un talk show in seconda serata chiamato Politically Incorrect sul canale Comedy Central ed in seguito su ABC. Maher è conosciuto in particolare per la satira politica e per le sue opinioni sulla società e sulla politica. I suoi obiettivi più comuni sono i politici, sia repubblicani che democratici, nonostante Maher si identifichi come democratico (e in passato come libertariano); ogni tipo di burocrazia, le manovre politicamente corrette, i media di massa e le persone che hanno in mano grandi poteri politici e sociali. Si è inoltre espresso a favore della legalizzazione della marijuana e dei matrimoni omosessuali, e dalla parte della PETA. Maher è anche critico nei confronti della religione; è infatti membro del The Reason Project e propone il suo punto di vista anche nel documentario Religiolus - Vedere per credere, nel quale è l'attore principale. Le sue posizioni in termini di religione gli sono costate aspre critiche, in particolare di islamofobia. Maher si definisce infatti come 9/11 liberal, e tale etichetta servirebbe a distinguerlo da altri liberali perché intende in particolare denunciare alcune religioni come più pericolose di altre (nel suo caso, l’Islam sarebbe ad esempio più pericoloso del cristianesimo).
Come comico è rimasto celebre soprattutto per le sue esibizioni di stand-up comedy; egli è infatti al 38º posto tra i 100 migliori comici stand-up della storia in una classifica di Comedy Central.

## Opere
- True Story : A Novel, 1994 (ISBN 0-7432-4251-3)
- Bill Maher, Does anybody have a problem with that? Politically incorrect's greatest hits, 1. ed, Villard, 1996, ISBN 978-0-679-45627-8.
- Bill Maher, Does Anybody Have a Problem with That? The Best of Politically Incorrect, Random House Publishing Group, 2010, ISBN 978-0-345-41281-2.
- When You Ride Alone You Ride With Bin Laden: What the Government Should Be Telling Us to Help Fight the War on Terrorism, 2003 (ISBN 1-893224-90-2)
- Keep the Statue of Liberty Closed: The New Rules, 2004 (ISBN 1-932407-47-2)
- New Rules: Polite Musings from a Timid Observer, 2005 (ISBN 1-59486-295-8)

## Filmografia

### Attore

#### Cinema
- D.C. Cab, regia di Joel Schumacher (1983)
- Ratboy, regia di Sondra Locke (1986)
- La casa di Helen (House II: The Second Story), regia di Ethan Wiley (1987)
- Donne cannibali (Cannibal Women in the Avocado Jungle of Death), regia di J. F. Lawton (1989)
- Pizza Man, regia di J. F. Lawton (1991)
- I colori della vittoria (Primary Colors), regia di Mike Nichols (1998)
- EdTV, regia di Ron Howard (1999)
- I gattoni (Tomcats), regia di Gregory Poirier (2001) - non accreditato
- John Q, regia di Nick Cassavetes (2002)
- Pauly Shore Is Dead, regia di Pauly Shore (2003)
- Religiolus - Vedere per credere (Religulous), regia di Larry Charles (2008)
- Swing Vote - Un uomo da 300 milioni di voti (Swing Vote), regia di Joshua Michael Stern (2008)
- Candidato a sorpresa (The Campaign), regia di Jay Roach (2012)
- Iron Man 3 (Iron Man Three), regia di Shane Black (2013)
- Delivery Man, regia di Ken Scott (2013)
- Un milione di modi per morire nel West (A Million Ways to Die in the West), regia di Seth MacFarlane (2014)
- The Interview, regia di Evan Goldberg e Seth Rogen (2014)
- Ted 2, regia di Seth MacFarlane (2015) - non accreditato
- Truffatori in erba (Gringo), regia di Nash Edgerton (2018)
- E poi c'è Katherine (Late Night), regia di Nisha Ganatra (2019)

#### Televisione
- Alice – serie TV, episodio 9x08 (1985)
- Sara – serie TV, 13 episodi (1985)
- Club Med, regia di Bob Giraldi – film TV (1986)
- Cinque ragazze e un miliardario (Rags to Riches) – serie TV, episodio 1x01 (1985)
- Hard Knocks – serie TV, episodi 1x04-1x06-1x10 (1987)
- Max Headroom – serie TV, episodio 2x05 (1987)
- Bravo Dick (Newhart) – serie TV, episodio 6x17 (1988)
- Out of Time, regia di Robert Butler – film TV (1988)
- La signora in giallo (Murder, She Wrote) – serie TV, episodi 5x13-6x12 (1989-1990)
- Charlie Hoover – serie TV, 4 episodi (1991)
- Sposati... con figli (Married... with Children) – serie TV, episodio 7x17 (1993)
- The Jackie Thomas Show – serie TV, episodio 1x13 (1993)
- Pappa e ciccia (Roseanne) – serie TV, episodio 5x20 (1993)
- The Larry Sanders Show – serie TV, episodio 5x12 (1997)
- Dharma & Greg – serie TV, episodio 1x08 (1997)
- V.I.P. – serie TV, episodio 1x04 (1998)
- Spin City – serie TV, episodio 3x19 (1999)
- Due papà da Oscar (Brother's Keeper) – serie TV, episodio 1x21 (1999)
- Son of the Beach – serie TV, episodio 3x01 (2002)
- MADtv – serie TV, episodio 10x06 (2004)
- True Blood – serie TV, episodio 1x01 (2008)
- The Sarah Silverman Program. – serie TV, episodio 3x02 (2010)
- The Good Wife – serie TV, episodio 4x07 (2012)
- House of Cards - Gli intrighi del potere (House of Cards) – serie TV, episodio 1x06 (2013)
- Black-ish – serie TV, episodio 1x23 (2015)

### Speciali HBO
- Bill Maher: One Night Stand (1989) (1989)
- Bill Maher: One Night Stand (1992) (1992)
- Bill Maher: Stuff that Struck Me Funny (1995)
- Bill Maher: The Golden Goose Special (1997)
- Bill Maher: Be More Cynical (2000)
- Bill Maher: Victory Begins at Home (2003)
- I'm Swiss (2005)
- Bill Maher: The Decider (2007)
- Bill Maher: But I'm Not Wrong (2010)